# Bruno Moeller (Politiker)
Bruno Moeller (* 6. Juli 1887 in Elbing; † 5. Januar 1964 in Leverkusen) war ein deutscher Politiker (DRP). Er war von 1955 bis 1959 Abgeordneter im Landtag von Niedersachsen.

## Leben
Von 1893 bis 1905 besuchte Moeller das Realgymnasium, anschließend von 1905 bis 1910 die Technische Hochschule. Er machte einen Abschluss als Diplom-Ingenieur. Von 1914 bis 1918 nahm er am Ersten Weltkrieg teil. Ab 1919 war er Betriebsdirektor der Gute-Hoffnungs-Hütte in Oberhausen. 
Vom 1. Januar 1929 bis 31. März 1934 war Moeller Direktor bzw. im Vorstand der Dinglerschen Maschinen Fabrik AG (Zweibrücken/Pfalz und Bierbach/Saar). Vom 1. April 1934 bis 30. Juni 1935 war er leitender Direktor der Ostdeutschen Stahlbaugesellschaft mbH, Königsberg der Vereinigten Stahlwerke AG, Düsseldorf. Vom 1. Juli 1935 bis 30. Juni 1937 war er Direktor der Donnersmarck-Hütte, Hindenburg O.S. der Vereinigten Oberschlesischen Hüttenwerke A.G. Vom 1. Juli 1937 bis 31. Dezember 1945 war er Direktor der Nordseewerke Emden GmbH (1945 von den Alliierten abgesetzt und ab dann Mitglied im Aufsichtsrat).
Bis 1933 war Moeller Mitglied der DNVP und von 1930 bis 1934 im Stahlhelm, Bund der Frontsoldaten, in dem er den Rang eines Bezirks-Führers erreichte. Von 1934 bis 1942 war er Mitglied in der SA, in der er den Rang eines SA-Obertruppführers erreichte. Am 21. Mai 1937 beantragte er die Aufnahme in die NSDAP und wurde rückwirkend zum 1. Mai desselben Jahres aufgenommen (Mitgliedsnummer 4.934.514). Außerdem war er Mitglied der DAF.
Im Jahr 1952 gelang ihm die Wahl in den Rat der Stadt Emden, wo er Bürgermeister und Senator für das Bauwesen war. In der dritten Wahlperiode war Moeller von 1955 bis 1959 Mitglied des Niedersächsischen Landtages, vom 6. Mai 1955 bis 4. November 1957 als Angehöriger der DRP-Fraktion und vom 5. November 1957 bis zum 2. Juni 1958 als Gast der FDP-GB/BHE-Fraktion, vom 6. Mai 1958 bis 5. Mai 1959 als fraktionsloser DRP-Abgeordneter. Im Landtag war er vom 4. Dezember 1957 bis 5. Mai 1959 Mitglied im Ausschuss für Aufbau und Siedlungswesen sowie im Ausschuss für Hochseefischerei.